# Недригайлівський повіт
Недригайлівський повіт — адміністративно-територіальна одиниця Харківської губернії Російської імперії. Адміністративний центр — місто Недригайлів.

## Історія існування
- Утворений 1780 року за указом імператриці Катерини II від 25 квітня у складі новостворенного Харківського намісництва.
- 1796 року повіт ліквідовано, територія увійшла до складу Лебединського повіту поновленої Слобідсько-Української губернії.